# Mercedes-Benz OM617
La sigla OM617 identifica un motore diesel prodotto dal 1974 al 1991 dalla Casa tedesca Mercedes-Benz.

## Profilo e caratteristiche

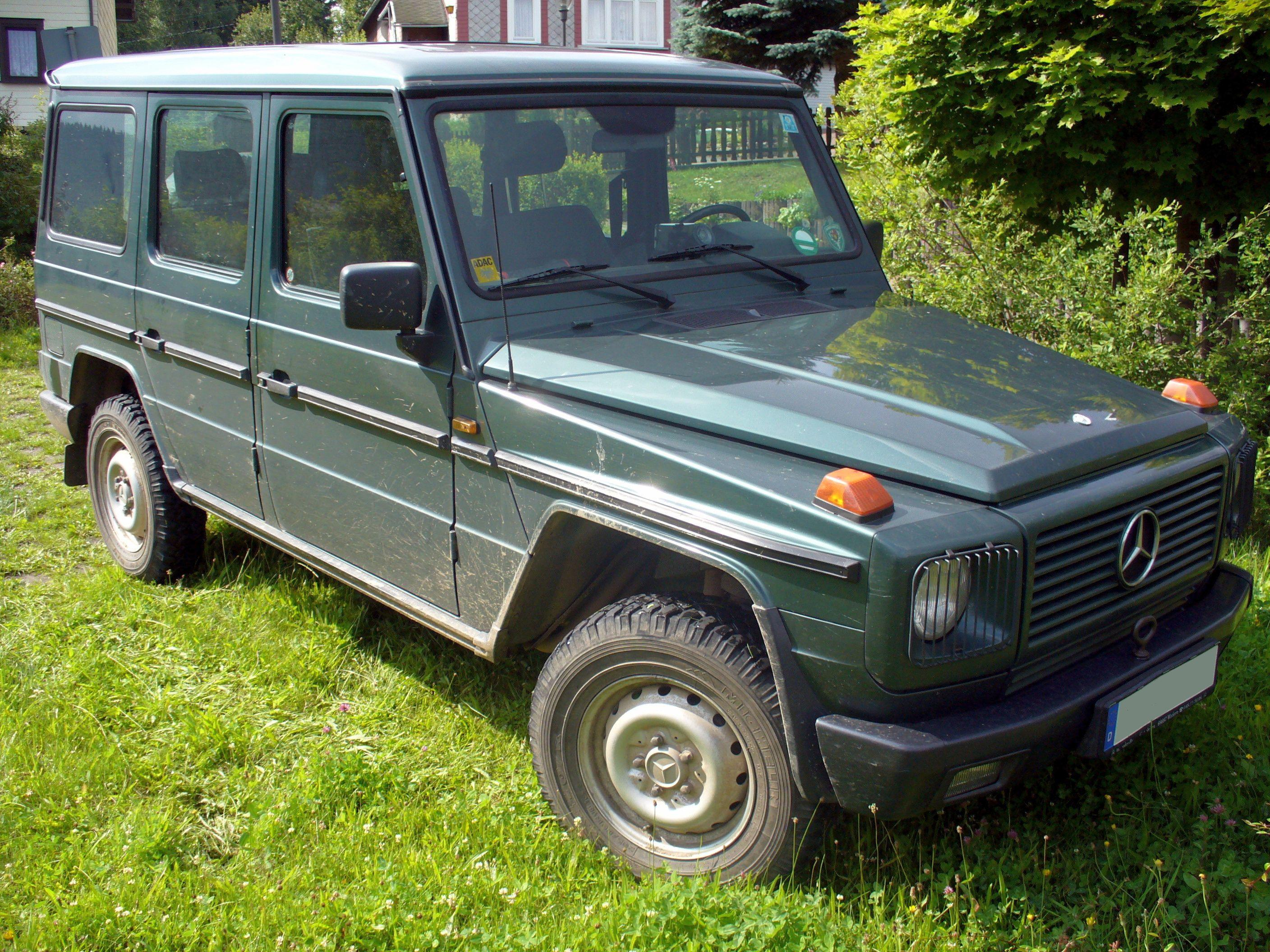
I motori OM617 hanno trovato applicazione anche sotto il cofano di modelli particolari come la 300 GD W460

Il motore OM617 è derivato direttamente dal motore diesel OM616 a 4 cilindri, rispetto al quale si differenzia per l'aggiunta di un cilindro. Si tratta quindi di uno dei pochi motori a 5 cilindri prodotti dalla Casa tedesca ed il primo al mondo in un'applicazione di serie. Più tardi diverranno famosi i motori a 5 cilindri realizzati dalla Audi. Essendo l'OM616 di origine un 2.4 litri, va da sé che aggiungendo un cilindro in più si arriva ad una cubatura di 3 litri, che è quella tipica del motore OM617.

Il 3 litri OM617 ha debuttato nel 1974 in configurazione aspirata, ma nel 1981 è stato proposto anche in modalità sovralimentata mediante turbocompressore, primo turbodiesel Mercedes-Benz nella storia e tra i primi turbodiesel in generale. A questo proposito è interessante il lato storico di questo evento, poiché esso va a collegarsi alla sfida esistente tra questa Casa automobilistica e la francese Peugeot, sfida che vedeva le due Case in competizione fin dagli anni venti del XX secolo, per arrivare a montare un motore diesel sotto una loro vettura di serie. A quell'epoca fu la Casa tedesca, appena rinata con il suo nuovo e definitivo marchio, a proporre per prima un motore diesel su alcuni suoi autocarri. Dieci anni dopo arrivò a fare la stessa cosa su una sua autovettura di serie, la 260D. Oltre quarant'anni dopo, nel 1978, la "stella a tre punte" tornò a brillare proponendo il primo turbodiesel di serie al mondo, limitato però solo ai due mercati nordamericani (Stati Uniti e Canada). Tale motore fu proprio un OM617 e venne montato sulla Mercedes-Benz 300SD. Alla Peugeot andò la consolazione, l'anno seguente, di aver proposto per la prima volta un turbodiesel per il mercato europeo.

L'evoluzione del motore OM617 ha conosciuto essenzialmente due principali fasi evolutive: nel 1978 c'è stata una leggerissima riduzione della cilindrata, rimasta comunque saldamente nell'ambito dei 3 litri, mentre nel 1978, come già detto, c'è stato il debutto della versione sovralimentata.

Sono esistite quindi tre versioni del motore OM617: una aspirata con cilindrata normale, una aspirata con cilindrata leggermente ridotta ed una sovralimentata. Le caratteristiche comuni a tali versioni sono le seguenti:
- architettura a 5 cilindri in linea;
- monoblocco e testata in ghisa;
- monoblocco di tipo quasi quadro;
- corsa pari a 92.4 mm;
- distribuzione ad un asse a camme in testa;
- valvole in testa, due per cilindro;
- alimentazione ad iniezione indiretta meccanica con precamera;
- pompa di iniezione a 5 pistoncini
- albero a gomiti su sei supporti di banco.

Il motore OM617 è stato utilizzato in maniera piuttosto trasversale nella gamma Mercedes-Benz, andando così ad equipaggiare diversi modelli della Casa. L'unico modello a non aver mai montato un motore OM617 fu la Mercedes-Benz 190.

Di seguito vengono illustrate più in dettaglio le varie versioni del 3 litri OM617.

### OM617 aspirato
Il primo OM617 aspirato era inizialmente caratterizzato come segue:
- alesaggio: 91 mm;
- cilindrata: 3005 cm³;
- rapporto di compressione: 21:1;
- potenza massima: 80 CV a 4000 giri/min;
- coppia massima: 172 Nm a 2400 giri/min;
- applicazioni:
  - Mercedes-Benz 240D 3.0 W115 (1974-76);
  - Mercedes-Benz 300D W123 (1976-79);
  - Mercedes-Benz 300CD W123 (1977-79), solo per il mercato USA.

A partire dall'agosto del 1979, il 3 litri OM617 è stato sottoposto ad una rivisitazione comprendente una lavorazione della testata, una nuova precamera di combustione ed un nuovo asse a camme dalla profilatura più spinta, ma anche ad una lievissima riduzione dell'alesaggio da 91 a 90.9 mm ed alla conseguente riduzione della cilindrata, da 3005 a 2998 cc. La sigla OM617D30 invece non cambiò, mentre migliorarono le prestazioni: il nuovo 3 litri aspirato erogava una potenza massima di 88 CV a 4400 giri/min, anziché 80 a 4000 giri/min. Le applicazioni di tale nuova configurazione motoristica comprendevano:
- Mercedes-Benz 300D W123 (1979-85);
- Mercedes-Benz 300TD W123 (1979-85);
- Mercedes-Benz 300CD W123 (1979-81), solo per il mercato USA;
- Mercedes-Benz 300GD W460 (1979-91).

Vale la pena ricordare i codici interni utilizzati per questi motori. Per la 240D 3.0 W115 il codice del motore era 617.910, per i modelli W123 era 617.912, mentre per la 300GD W460 era 617.931.

### OM617 sovralimentato (1978-83)

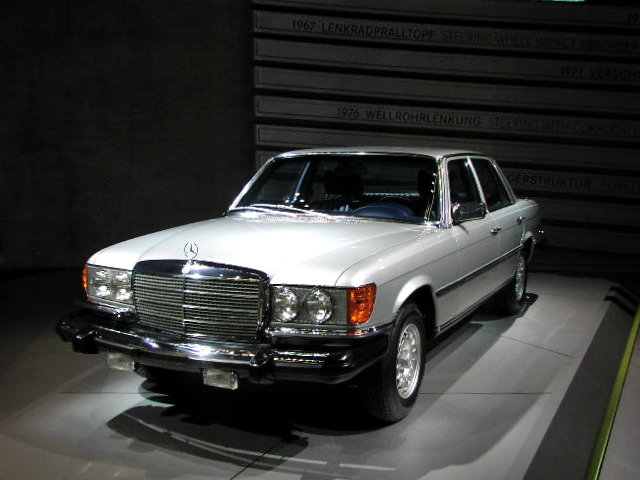
La Mercedes-Benz 300SD W116, nata nel 1978, fu il primo turbodiesel al mondo e montava un motore OM617

La versione sovralimentata del 3 litri OM617 nasce da un esperimento effettuato utilizzando come base un prototipo della concept-car C111, la quale venne equipaggiata da un 3 litri turbocompresso e spremuto per l'epoca ad alti livelli, tanto da riuscire ad erogare una potenza massima di 190 CV, in seguito saliti addirittura a 230.

Sulla base di tale successo, volto a testare la resistenza di un motore turbodiesel ad alte sollecitazioni termo-meccaniche, venne realizzato il primo turbodiesel al mondo, ovviamente molto meno estremo nelle prestazioni e nei dati di erogazione, ma sempre decisamente più prestante delle versioni aspirate. Questo nuovo motore fu limitato a due soli modelli, la 300SD Turbodiesel W116 e la 300 CD Turbo W123, e a due soli mercati, ossia quello statunitense e, per la W116, quello canadese.

La sovralimentazione avveniva tramite un turbocompressore Garrett dotato di valvola wastegate più un'altra valvola di sicurezza. La stessa Mercedes-Benz ha collaborato con la Garrett per la realizzazione di questo turbocompressore.

Sono esistite fondamentalmente tre varianti del 3 litri OM617 sovralimentato, le cui caratteristiche sono riassunte nella seguente tabella:
| Variante | Rapporto di compressione | Potenza CV/rpm | Coppia Nm/rpm | Applicazioni                         | Anni di produzione |
| -------- | ------------------------ | -------------- | ------------- | ------------------------------------ | ------------------ |
| 617.950  | 21.5                     | 110/4200       | 228/2400      | Mercedes-Benz 300SD Turbodiesel W116 | 1978-79            |
| 617.951  | 21.5                     | 121/4350       | 230/2400      | Mercedes-Benz 300SD Turbodiesel W116 | 1979-80            |
| 617.951  | 21.5                     | 121/4350       | 230/2400      | Mercedes-Benz 300SD Turbo W126       | 1980-82            |
| 617.951  | 21.5                     | 125/4350       | 250/2400      | Mercedes-Benz 300SD Turbo W126       | 1982-85            |
| 617.952  | 21.5                     | 121/4350       | 230/2400      | Mercedes-Benz 300D Turbo W123        | 1981-82            |
| 617.952  | 21.5                     | 121/4350       | 230/2400      | Mercedes-Benz 300TD Turbo W123       | 1981-82            |
| 617.952  | 21.5                     | 121/4350       | 230/2400      | Mercedes-Benz 300CD Turbo C123       | 1981-82            |
| 617.952  | 21.5                     | 125/4350       | 250/2400      | Mercedes 300D Turbo W123             | 1982-85            |
| 617.952  | 21.5                     | 125/4350       | 250/2400      | Mercedes-Benz 300TD Turbo W123       | 1982-85            |
| 617.952  | 21.5                     | 125/4350       | 250/2400      | Mercedes-Benz 300CD Turbo C123       | 1982-85            |

Dei motori riassunti in questa tabella, solo l'unità 617.950 aveva una cilindrata da 3005 cc, poiché risaliva a prima dell'aggiornamento tecnico del 1979. Gli altri avevano una cilindrata di 2998 cc.